# 周克昌 (1874年)

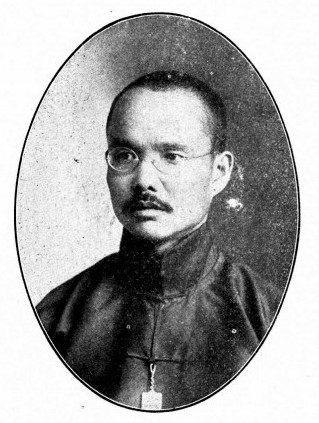

周克昌（1874年—1947年），字峻青，男，山西平定人，清朝及中华民国政治人物。

## 生平
周克昌幼入冠山书院学习。清朝光绪二十八年（1902年）春，入山西大学堂西学专斋学习。光绪三十一年（1905年）毕业，获授举人功名。同年，周克昌应聘出任平定中学堂监督，成为平定县近代教育的奠基人。
当时，英商在平定县掠采矿产，并且未征得当地政府同意便擅购民地，封禁原有的私营煤矿，激起了平定县士绅的愤慨，引发了1905年平定县的“乙巳御英保艾护矿”运动，成为山西省争矿运动的前奏。周克昌、黄守渊、张士林等士绅共同策划了御英保艾护矿运动，并鼓励学生在学堂、矿场、乡下揭露英商的掠矿阴谋。平定中学堂的学生大部分未经毕业，便经该学堂推荐，送入山西大学堂或北京高等学堂继续学习。
宣统二年（1910年），周克昌到北京经拣选考试之后，以知县分发陕西补用。辛亥革命爆发后，周克昌于民国2年（1913年）以国民党党员身份，被民选为国会众议院议员。袁世凯解散国会后，周克昌奉命赴新疆省担任阿尔泰财政局局长。民国5年（1916年）黎元洪继任大总统，国会恢复，周克昌回到北京，继续担任众议院议员。民国6年（1917年），段祺瑞执政，国会再度解散。同年7月，周克昌响应孙中山号召，到广州参加护法运动。民国11年（1922年），国会再度恢复，周克昌由国会赏给二等大绶嘉禾章，旋又赏给二等文虎章，“迭膺法制局执办，修订法律馆副总裁之简命，并被聘为大总统府顾问，财政部顾问。”民国13年（1924年）10月，冯玉祥发动北京政变后，周克昌从北京回到家乡。
民国17年（1928年），阎锡山的势力扩至河北、绥远、察哈尔、北平、天津等地，从山西省调大批人士到各地任职。时任天津特别市第三科科长的中共地下党员张友渔，为了营救被捕的中共党员，通过天津市长崔廷献批准成立了临时“自新院”，周克昌被聘为天津市政府顾问兼“自新院”院长，张友渔任副院长，张友渔设法从监狱将薄一波、徐彬如、李运昌等30多名中共地下党员转入“自新院”。后来，阎锡山势力退出天津，蒋介石与张学良合作接收天津的前一天，临时“自新院”撤销，薄一波等30余名中共党员全部获得释放。民国24年（1935年），周克昌改任天津市土地处处长。
民国25年（1936年），周克昌从天津回到家乡，出任县立女子简易师范学校校长。1937年七七事变后，他支持儿子周璧投笔从戎，到太行区参加抗日。在抗日战争中，周克昌居住在日本占领区，但未出任日本傀儡政府职务。其间，中共平（定）西县委和平（定）西抗日民主政府派人秘密联系周克昌，向周克昌宣传中国共产党的抗日主张及抗日民族统一战线政策，要他既不要为日本人做事，也不要反对八路军抗日。周克昌当即书写了唐朝王昌龄的诗句“一片冰心在玉壶”，表明心迹。为使儿子安心抗日，他又将此诗抄录给时任太行区一地委组织部部长、副书记的周璧。
民国32年（1943年）3月，时任日本统治下山西省省长的冯司直借清明节扫墓之名，回到家乡，同汉奸、地方绅士交流，周克昌对此并未理会。冯司直派人持名片拜谒周克昌，称准备亲自到周府会面，周克昌见名片上写有“省长”二字，便对来者讲：“我与振邦（冯司直的表字）早年同为平定教育服务，后来也曾共过事，可谓故交，倘若以上述交情，见见面也无不可，如果以‘省长’名义相见，我周某是万万不敢高攀的。”言罢便将名片退还来者。冯司直仍不甘心，亲到周宅拜望，但周克昌仅谈过去，不提当下，冯司直也未提请其出山之事。
民国34年（1945年），抗日战争胜利后，阎锡山从晋西派出一批“接收大员”来到平定县。这些大员只顾抢夺权力和金钱，对教育不闻不问，平定县城各校的教员连续数月欠薪，学校几近关门。此时，担任平定中学教务主任的周克昌与有关方面交涉，以捐资的形式筹借教育经费，使平定县城关的中、小学得以维持。
民国36年（1947年），周克昌在中共领导的土改运动中含冤逝世，享年73岁。1994年，获得平反。

## 家庭
儿子周璧，曾任上海市政协副主席。